# ستيفن فيريس
ستيفن فيريس (بالإنجليزية: Stephen Ferris)‏ هو لاعب اتحاد الرغبي أيرلندي، ولد في 2 أغسطس 1985 في بورتاداون ‏ في المملكة المتحدة.

## وصلات خارجية
- ستيفن فيريس عل موقع إسبنسكروم (الإنجليزية)